# Conus paschalli
Conus paschalli é uma espécie de gastrópode do gênero Conus, pertencente a família Conidae.